# التفاصیل
التفاصیل نخستین کتاب فریدون توللی است که در نیمه اول دهه ۱۳۲۰ منتشر شد. این کتاب مجموعه‌ای است از مقامات طنزآمیز به نظم و نثر در تمسخر سیاستمدارانی چون احمد قوام و سید ضیاءالدین طباطبایی. قطعات طنز این کتاب را محمدتقی بهار در زمان خود تعریف و تمجید کرد.